# Рубен Уріса
Рубен Уріса (ісп. Rubén Uriza, 27 травня 1919 — 30 серпня 1992) — мексиканський вершник.
Олімпійський чемпіон 1948 року в командному конкурі, срібний призер 1948 року в індивідуальному конкурі.